# Lijst van rijksmonumenten in Leiden/Binnenstad-Zuid
De Binnenstad-Zuid van Leiden kent 628 inschrijvingen in het rijksmonumentenregister; hieronder een overzicht.

## Academiewijk
De Academiewijk kent 105 rijksmonumenten:
| Object | Oorspronkelijke functie?  | Bouwjaar                                               | Architect                            | Locatie               | Coördinaten?                 | Nr.?   | Afbeelding |
| --- | ------------------------- | ------------------------------------------------------ | ------------------------------------ | --------------------- | ---------------------------- | ------ | --- |
| Achterzijde voormalige Statencollege | Woonhuis                  | 1620 (verbouwd)                                        |                                      | 5e Binnenvestgracht 7 | 52° 9' 22" NB, 4° 29' 5" OL  | 24568  | Meer afbeeldingen                                                                                                   |
| Archiefgebouw van het gemeente-archief Leiden | Onderwijs en wetenschap   | 1891-1893                                              | D.E.C. Knuttel                       | Boisotkade 2 A        | 52° 9' 15" NB, 4° 29' 14" OL | 515120 | Archiefgebouw van het gemeente-archief Leiden                                                                       |
| Pand met bakstenen gevel met kroonlijst. Gebogen deur en snijwerk op deurkalf | Werk-woonhuis             | laatste helft 18e eeuw                                 |                                      | Doelengracht 2        | 52° 9' 33" NB, 4° 29' 1" OL  | 24658  | Meer afbeeldingen                                                                                                   |
| Eenvoudig pand met lijstgevel. Vensteromlijstingen uit de bouwtijd. Waterlijst ter halverhoogte | Woonhuis                  |                                                        |                                      | Doelengracht 6        | 52° 9' 30" NB, 4° 29' 2" OL  | 24659  | Meer afbeeldingen                                                                                                   |
| Pand met klokgevel. Vensteromlijstingen uit de bouwtijd | Woonhuis                  |                                                        |                                      | Doelengracht 7        | 52° 9' 30" NB, 4° 29' 2" OL  | 24660  | Meer afbeeldingen                                                                                                   |
| Pand met lijstgevel. Vensteromlijstingen uit het bouwtijd | Woonhuis                  |                                                        |                                      | Doelengracht 8        | 52° 9' 29" NB, 4° 29' 2" OL  | 24662  | Meer afbeeldingen                                                                                                   |
| Hofje van Eva van Hoogeveen Trapgevel met zandstenen vleugelstukken. Poortje met opschrift: ""'t Hofken van Eva van Hoogeveen"" | Sociale zorg, liefdadigh. | 1659                                                   |                                      | Doelensteeg 7         | 52° 9' 30" NB, 4° 29' 4" OL  | 24661  | Meer afbeeldingen                                                                                                   |
| R.K. Vakschool (Nijverheidsschool) voor Meisjes | Onderwijs en wetenschap   | 1929                                                   | L. van der Laan en J.A. van der Laan | Galgewater 1          | 52° 9' 38" NB, 4° 29' 4" OL  | 515118 | Meer afbeeldingen                                                                                                   |
| Pand met trapgevel met venstertogen | Woonhuis                  | eerste helft 17e eeuw                                  |                                      | Galgewater 8          | 52° 9' 39" NB, 4° 29' 3" OL  | 24668  | Pand met trapgevel met venstertogen                                                                                 |
| Geprofileerd rondboogpoortje. Sluitsteen met reliëf van een paard. Gerestaureerd 1949 | Erfscheiding              | 1615                                                   |                                      | Galgewater 8          | 52° 9' 39" NB, 4° 29' 2" OL  | 24669  | Meer afbeeldingen                                                                                                   |
| Pand met tuitgevel, onderpui vernieuwd | Woonhuis                  | midden 18e eeuw                                        |                                      | Galgewater 10         | 52° 9' 39" NB, 4° 29' 2" OL  | 24670  | Meer afbeeldingen                                                                                                   |
| Pand met trapgevel, togen met natuurstenen blokken boven vensters | Woonhuis                  | midden 17e eeuw                                        |                                      | Galgewater 12         | 52° 9' 39" NB, 4° 29' 1" OL  | 24671  | Meer afbeeldingen                                                                                                   |
| Pand met tuitgevel, togen met natuurstenen blokken boven vensters | Woonhuis                  | midden 17e eeuw                                        |                                      | Galgewater 13         | 52° 9' 39" NB, 4° 29' 1" OL  | 24672  | Meer afbeeldingen                                                                                                   |
| Pand met lage trapgevel | Woonhuis                  | eerste helft 17e eeuw, gerestaureerd 1952              |                                      | Groenhazengracht 3    | 52° 9' 34" NB, 4° 29' 1" OL  | 24701  | Meer afbeeldingen                                                                                                   |
| Pand met afgeknotte trapgevel met rechte kroonlijst, aan de zijde Varkensmarkt pothuis | Woonhuis                  | eerste helft 17e eeuw, gerestaureerd 1951              |                                      | Groenhazengracht 5    | 52° 9' 34" NB, 4° 29' 1" OL  | 24702  | Meer afbeeldingen                                                                                                   |
| Pand met een trapgevel en een tuitgevel met vlechtingen | Woonhuis                  | midden 17e eeuw, top in 1929 vernieuwd                 |                                      | Groenhazengracht 6    | 52° 9' 32" NB, 4° 29' 2" OL  | 24703  | Meer afbeeldingen                                                                                                   |
| Pand met lijstgevel | Werk-woonhuis             | begin 19e eeuw                                         |                                      | Kaiserstraat 7        | 52° 9' 22" NB, 4° 29' 9" OL  | 24973  | Meer afbeeldingen                                                                                                   |
| Pand met trapgevel, onderpui verbouwd. Gebouw van eenvoudige doch harmonische architectuur en van oudheidkundige waarde | Werk-woonhuis             | midden 17e eeuw                                        |                                      | Kaiserstraat 9        | 52° 9' 22" NB, 4° 29' 9" OL  | 24974  | Meer afbeeldingen                                                                                                   |
| Pand met tuitgevel, met hardstenen stoeppalen | Woonhuis                  | laatste helft 17e eeuw                                 |                                      | Kaiserstraat 11       | 52° 9' 21" NB, 4° 29' 9" OL  | 24975  | Meer afbeeldingen                                                                                                   |
| Woning directeur Universiteitsmanege (1807-?). Voormalige gebouw van het Statencollege (1592-1801) in voormalig Cellebroederklooster (?-1576). Poort met paardehoofd, alles gepleisterd                                                                                             | Klooster, kloosteronderdl | 1592                                                   |                                      | Kaiserstraat 13       | 52° 9' 21" NB, 4° 29' 9" OL  | 24976  | Meer afbeeldingen                                                                                                   |
| Bankgebouw voor de Nederlandsche Bank | Handel en kantoor         | 1919                                                   | waarschijnlijk J.A.G. van der Steur  | Kort Rapenburg 1      | 52° 9' 39" NB, 4° 29' 6" OL  | 515108 | Meer afbeeldingen                                                                                                   |
| Pieter Loridanshof | Sociale zorg, liefdadigh. | 1656                                                   |                                      | Loridanshof 1         | 52° 9' 35" NB, 4° 28' 59" OL | 25392  | Meer afbeeldingen                                                                                                   |
| Voormalig internaat van de Kweekschool voor Zeevaart in eclectisch neo-renaissancistische trant | Onderwijs en wetenschap   | 1878-79                                                | C. Blansjaar en P.C. Lancel          | Noordeinde 2 A        | 52° 9' 38" NB, 4° 28' 54" OL | 515133 | Meer afbeeldingen                                                                                                   |
| Wittepoortkazerne, voorgevel met vijf traveeën, middenpartij door tympanon bekroond, in midden van het dak een schoorsteen | Militair verblijfsgebouw  |                                                        | Salomon van der Paauw                | Noordeinde 2 D        | 52° 9' 37" NB, 4° 28' 56" OL | 25244  | Meer afbeeldingen                                                                                                   |
| Pand met fraaie lijstgevel, deels met oude roedenindeling, schuiframen | Woonhuis                  | 18e eeuw of ouder                                      |                                      | Noordeinde 4          | 52° 9' 37" NB, 4° 28' 57" OL | 25245  | Meer afbeeldingen                                                                                                   |
| Pand met lijstgevel | Woonhuis                  | 18e eeuw                                               |                                      | Noordeinde 18         | 52° 9' 37" NB, 4° 28' 59" OL | 25246  | Meer afbeeldingen                                                                                                   |
| Pand met lijstgevel, gepleisterd. Moderne onderpui | Woonhuis                  | 18e eeuw                                               |                                      | Noordeinde 20         | 52° 9' 37" NB, 4° 28' 59" OL | 25247  | Meer afbeeldingen                                                                                                   |
| Pand met lijstgevel | Woonhuis                  | 18e eeuw                                               |                                      | Noordeinde 22 B       | 52° 9' 37" NB, 4° 28' 59" OL | 25248  | Meer afbeeldingen                                                                                                   |
| Pand met trapgevel, drie vensters door strekken met maskersluitstenen afgedekt. Onderpui verbouwd | Woonhuis                  | 1671                                                   |                                      | Noordeinde 24         | 52° 9' 37" NB, 4° 28' 60" OL | 25249  | Meer afbeeldingen                                                                                                   |
| Pand met tuitgevel | Woonhuis                  | 18e eeuw                                               |                                      | Noordeinde 26         | 52° 9' 37" NB, 4° 29' 0" OL  | 25250  | Meer afbeeldingen                                                                                                   |
| Pand met trapgevel met drie bijzonder grote treden, boven de vensters strekken met maskersluitingen. Onderpui verbouwd, boventop verminkt | Woonhuis                  | laatste helft 17e eeuw                                 |                                      | Noordeinde 35         | 52° 9' 36" NB, 4° 29' 1" OL  | 25242  | Meer afbeeldingen                                                                                                   |
| Pand met brede gevel met rechte kroonlijst | Woonhuis                  | 18e eeuw                                               |                                      | Noordeinde 46         | 52° 9' 37" NB, 4° 29' 3" OL  | 25251  | Meer afbeeldingen                                                                                                   |
| Pand met lijstgevel | Woonhuis                  | 17e eeuw (oorspronkelijk)                              |                                      | Noordeinde 48         | 52° 9' 37" NB, 4° 29' 3" OL  | 25252  | Meer afbeeldingen                                                                                                   |
| Pand met pilastergevel, beneden vijf Ionische pilasters, daarboven Korinthische | Woonhuis                  | 19e eeuw                                               |                                      | Noordeinde 50         | 52° 9' 37" NB, 4° 29' 4" OL  | 25253  | Meer afbeeldingen                                                                                                   |
| Pand met lijstgevel. Moderne onderpui | Woonhuis                  | 19e eeuw                                               |                                      | Noordeinde 51         | 52° 9' 37" NB, 4° 29' 4" OL  | 25243  | Meer afbeeldingen                                                                                                   |
| Pand met brede gevel met rechte kroonlijst | Woonhuis                  | eind 18e eeuw                                          |                                      | Noordeinde 52         | 52° 9' 37" NB, 4° 29' 5" OL  | 25254  | Meer afbeeldingen                                                                                                   |
| Hoekhuis, vlakke bakstenen gevels, kroonlijst met modillons, aan beide zijden 3 fraaie geprofileerde dakvensters met fronton, pui modern | Woonhuis                  | ca. 1670                                               |                                      | Noordeinde 54         | 52° 9' 37" NB, 4° 29' 5" OL  | 25255  | Meer afbeeldingen                                                                                                   |
| Pand met trapgevel met gebogen topfronton. Verbouwde onderpui | Dienstwoning              | midden 17e eeuw                                        |                                      | Oude Varkenmarkt 15   | 52° 9' 34" NB, 4° 28' 60" OL | 25393  | Meer afbeeldingen                                                                                                   |
| Doelenpoortsbrug | Brug                      | 1610 (bouwjaar) 1653 (verbreed)                        |                                      | Oude Varkenmarkt 19   | 52° 9' 33" NB, 4° 29' 0" OL  | 25666  | Meer afbeeldingen                                                                                                   |
| Hoekpand opgetrokken als winkel annex kantoorgebouw | Handel en kantoor         | 1912                                                   | W.C. Mulder                          | Rapenburg 1           | 52° 9' 36" NB, 4° 29' 5" OL  | 515081 | Meer afbeeldingen                                                                                                   |
| Pand met gevel met rechte kroonlijst en deur met deuromlijsting, Lod. XIV | Woonhuis                  |                                                        |                                      | Rapenburg 7           | 52° 9' 36" NB, 4° 29' 4" OL  | 25471  | Meer afbeeldingen                                                                                                   |
| Pand met rechte kroonlijst | Woonhuis                  | eind 18e eeuw                                          |                                      | Rapenburg 9           | 52° 9' 36" NB, 4° 29' 5" OL  | 25472  | Meer afbeeldingen                                                                                                   |
| Pand met gepleisterde lijstgevel | Woonhuis                  | 19e eeuw                                               |                                      | Rapenburg 13          | 52° 9' 35" NB, 4° 29' 4" OL  | 25473  | Meer afbeeldingen                                                                                                   |
| Pand met tuitgevel | Woonhuis                  | 18e eeuw                                               |                                      | Rapenburg 15          | 52° 9' 35" NB, 4° 29' 4" OL  | 25474  | Meer afbeeldingen                                                                                                   |
| Pand met tuitgevel | Werk-woonhuis             | 18e eeuw                                               |                                      | Rapenburg 17          | 52° 9' 35" NB, 4° 29' 4" OL  | 25475  | Meer afbeeldingen                                                                                                   |
| Sieboldhuis | Woonhuis                  |                                                        |                                      | Rapenburg 19          | 52° 9' 35" NB, 4° 29' 4" OL  | 25476  | Meer afbeeldingen                                                                                                   |
| Pand met gevel met rechte kroonlijst, rococo consoles. Lod. XIV gebeeldhouwde deur en deuromlijsting. Hardstenen stoep met palen | Woonhuis                  | eerste helft 18e eeuw                                  |                                      | Rapenburg 21          | 52° 9' 34" NB, 4° 29' 4" OL  | 25477  | Meer afbeeldingen                                                                                                   |
| Pand met sobere gevel met rechte kroonlijst. Hardstenen stoep met palen | Woonhuis                  | midden 18e eeuw                                        |                                      | Rapenburg 23          | 52° 9' 34" NB, 4° 29' 5" OL  | 25478  | Meer afbeeldingen                                                                                                   |
| Bibliotheca Thysiana | Onderwijs en wetenschap   | 1654-1655                                              | Arent van 's-Gravesande              | Rapenburg 25          | 52° 9' 33" NB, 4° 29' 5" OL  | 25479  | Meer afbeeldingen                                                                                                   |
| Pand met statige brede gevel met rechte kroonlijst. Triglyphen werk, zandsteen versierde middenpartij. Hardstenen stoep en gesmeed hekwerk | Woonhuis                  | 1728                                                   |                                      | Rapenburg 27          | 52° 9' 33" NB, 4° 29' 4" OL  | 25480  | Meer afbeeldingen                                                                                                   |
| Pand met statige halsgevel met zandstenen voluten en segmentvormige frontons, vrijwel gelijk aan nr 31. Hardstenen stoep, ijzer hekwerk | Woonhuis                  | 1664                                                   |                                      | Rapenburg 29          | 52° 9' 32" NB, 4° 29' 4" OL  | 25481  | Meer afbeeldingen                                                                                                   |
| Pand met statige halsgevel met zandstenen versieringen, zandstenen vleugelstukken en segmentfrontons. Boven topvenster gebeeldhouwd wapen. Hardstenen stoep en hekwerk, gebouwd voor Prof. Franciscus de le Boë Sylvius, hoogleraar in de geneeskunde. Stadhuis van Prof. Boerhaave | Woonhuis                  | 1664                                                   |                                      | Rapenburg 31          | 52° 9' 32" NB, 4° 29' 5" OL  | 25482  | Meer afbeeldingen                                                                                                   |
| Pand met statige brede geheel met zandsteen beklede gevel, afgedekt door rechte houten kroonlijst met consoles. Hardstenen stoep met gesmeed ijzer hekwerk | Woonhuis                  | eerste helft 18e eeuw                                  |                                      | Rapenburg 33          | 52° 9' 32" NB, 4° 29' 5" OL  | 25483  | Meer afbeeldingen                                                                                                   |
| Pand met gepleisterde lijstgevel. Stoep met hardstenen palen met ijzers | Woonhuis                  | begin 19e eeuw                                         |                                      | Rapenburg 35          | 52° 9' 31" NB, 4° 29' 5" OL  | 25484  | Meer afbeeldingen                                                                                                   |
| Pand met trapgevel met geblokte bogen boven de vensters. Hardstenen stoep met palenveranderd | Woonhuis                  | midden 17e eeuw                                        |                                      | Rapenburg 37          | 52° 9' 31" NB, 4° 29' 5" OL  | 25485  | Meer afbeeldingen                                                                                                   |
| Pand met trapgevel met geblokte togen boven de vensters. Hardstenen stoep met palen. Houten deuromlijsting, voordeur en beneden vensters gewijzigd | Woonhuis                  | midden 17e eeuw                                        |                                      | Rapenburg 39          | 52° 9' 31" NB, 4° 29' 5" OL  | 25486  | Meer afbeeldingen                                                                                                   |
| Pand met bakstenen gevel. Gevel met Ionische pilasterstelling, doorgaande over beide verdiepingen. Gebeeldhouwde vaas op het dak. Voordeur en vensters gewijzigd. | Woonhuis                  | laatste helft 17e eeuw                                 |                                      | Rapenburg 41          | 52° 9' 31" NB, 4° 29' 5" OL  | 25488  | Meer afbeeldingen                                                                                                   |
| Pand met bakstenen gevel. Gevel met Ionische pilasterstelling, doorgaande over beide verdiepingen. Vensters gewijzigd | Woonhuis                  | laatste helft 17e eeuw                                 |                                      | Rapenburg 43          | 52° 9' 30" NB, 4° 29' 5" OL  | 25489  | Meer afbeeldingen                                                                                                   |
| Pand met bakstenen gevel. Gevel met Ionische pilasterstelling, doorgaande over beide verdiepingen. Rococodeuromlijsting. Hardstenen stoep met palen en gesmeed ijzeren hek | Woonhuis                  | laatste helft 17e eeuw                                 |                                      | Rapenburg 45          | 52° 9' 30" NB, 4° 29' 5" OL  | 25490  | Meer afbeeldingen                                                                                                   |
| Pand met gevel met rechte kroonlijst. Hardstenen stoep met palen | Woonhuis                  | eerste helft 18e eeuw                                  |                                      | Rapenburg 47          | 52° 9' 30" NB, 4° 29' 6" OL  | 25491  | Meer afbeeldingen                                                                                                   |
| Pand met trapgevel met oeil de boeuf en klein festoen in top. Lod. XV deuromlijsting. Hardstenen stoep met palen | Woonhuis                  | laatste helft 17e eeuw                                 |                                      | Rapenburg 49          | 52° 9' 30" NB, 4° 29' 6" OL  | 25492  | Meer afbeeldingen                                                                                                   |
| Pand onder een dak met het nr 53. Ionische pilasterstelling over beide verdiepingen. Deuren en vensters gewijzigd. Lod. XV deuromlijsting. Hardstenen stoep en palen | Woonhuis                  | laatste helft 17e eeuw                                 |                                      | Rapenburg 51          | 52° 9' 30" NB, 4° 29' 6" OL  | 25493  | Meer afbeeldingen                                                                                                   |
| Pand onder een dak met het nr 51. Ionische pilasterstelling over beide verdiepingen. Deuren en vensters gewijzigd. Lod. XV deuromlijsting. Hardstenen stoep en palen | Woonhuis                  | laatste helft 17e eeuw                                 |                                      | Rapenburg 53          | 52° 9' 29" NB, 4° 29' 6" OL  | 25494  | Meer afbeeldingen                                                                                                   |
| Pand onder een dak met het nr 57. Ionische pilasterstelling over beide verdiepingen. Hardstenen stoep met palen | Woonhuis                  | laatste helft 17e eeuw                                 |                                      | Rapenburg 55          | 52° 9' 29" NB, 4° 29' 6" OL  | 25495  | Meer afbeeldingen                                                                                                   |
| Pand onder een dak met het nr 55. Ionische pilasterstelling over beide verdiepingen. Deuren en vensters gewijzigd. Eenvoudige deuromlijsting. Hardstenen stoep en palen. | Woonhuis                  | laatste helft 17e eeuw                                 |                                      | Rapenburg 57          | 52° 9' 29" NB, 4° 29' 6" OL  | 25496  | Meer afbeeldingen                                                                                                   |
| Doelenbrug | Brug                      | midden 17e eeuw                                        |                                      | Rapenburg 57          | 52° 9' 29" NB, 4° 29' 6" OL  | 25665  | Meer afbeeldingen                                                                                                   |
| Nonnenbrug | Brug                      | 1610 (vernieuwd) 1669 (herbouwd)                       |                                      | Rapenburg 58          | 52° 9' 29" NB, 4° 29' 7" OL  | 25677  | Meer afbeeldingen                                                                                                   |
| Pand met gewijzigde trapgevel door rechte kroonlijst afgedekt. Goede voordeur met knop. Boven vensters maskersluitstenen | Woonhuis                  | 17e eeuw                                               |                                      | Rapenburg 59          | 52° 9' 29" NB, 4° 29' 7" OL  | 25497  | Meer afbeeldingen                                                                                                   |
| Pand met statige brede gevel, afgedekt door rechte kroonlijst met fraai gesneden consoles. Rijkgesneden middenpartij, boven voordeur balcon met gesmeed ijzeren hek. Gebeeldhouwde voordeur. Gesmeed ijzeren hek en hardstenen palen                                                | Woonhuis                  | 19e eeuw midden 18e eeuw (interieur)                   |                                      | Rapenburg 61          | 52° 9' 28" NB, 4° 29' 6" OL  | 25498  | Meer afbeeldingen                                                                                                   |
| Pand met lijstgevel. Hardstenen stoep, palen en stangen | Woonhuis                  |                                                        |                                      | Rapenburg 63          | 52° 9' 28" NB, 4° 29' 6" OL  | 25499  | Meer afbeeldingen                                                                                                   |
| Pand met brede statige bakstenen gevel. Rechte kroonlijst met rocococonsoles, zandstenen geblokte middenpartij met gebeeldhouwde versiering. Gesmeed stoephek en fraaie palen | Woonhuis                  | 1759                                                   |                                      | Rapenburg 65          | 52° 9' 27" NB, 4° 29' 6" OL  | 25500  | Meer afbeeldingen                                                                                                   |
| Pand met brede bakstenen gevel, rechte kroonlijst en gesnede consoles. Hardstenen stoep met fraai gesmeed ijzeren hek, gebeeldhouwde deur | Woonhuis                  | ca. 1760                                               |                                      | Rapenburg 67          | 52° 9' 25" NB, 4° 29' 8" OL  | 25501  | Meer afbeeldingen                                                                                                   |
| Drie bakstenen gevels met rechte kroonlijst en consoles. Links in de pui overblijfsels van de vroegere afsluitmuur van het Academieplein | Woonhuis                  | midden 18e eeuw (woonhuis) 1613 (afsluitmuur)          |                                      | Rapenburg 69          | 52° 9' 26" NB, 4° 29' 7" OL  | 25502  | Meer afbeeldingen                                                                                                   |
| Academiegebouw | Onderwijs en wetenschap   | 1581 (universiteit)                                    |                                      | Rapenburg 73          | 52° 9' 26" NB, 4° 29' 7" OL  | 25503  | Meer afbeeldingen                                                                                                   |
| Gepleisterd huis met lijstgevel en afgeschuinde hoek | Woonhuis                  | 17e eeuw                                               |                                      | Rapenburg 75          | 52° 9' 25" NB, 4° 29' 8" OL  | 25504  | Meer afbeeldingen                                                                                                   |
| Pand met gepleisterde lijstgevel. Stoephek en hardstenen palen | Woonhuis                  | 19e eeuw                                               |                                      | Rapenburg 77          | 52° 9' 24" NB, 4° 29' 8" OL  | 25505  | Meer afbeeldingen                                                                                                   |
| Pand met gepleisterde lijstgevel. Stoephek en hardstenen palen | Woonhuis                  | 18e eeuw                                               |                                      | Rapenburg 79          | 52° 9' 24" NB, 4° 29' 8" OL  | 25506  | Meer afbeeldingen                                                                                                   |
| Pand met gepleisterde hoge lijstgevel met 19e-eeuwse deuromlijsting | Woonhuis                  | midden 19e eeuw                                        |                                      | Rapenburg 81          | 52° 9' 24" NB, 4° 29' 8" OL  | 25507  | Meer afbeeldingen                                                                                                   |
| Pand met gepleisterde lijstgevel. Stoephek met palen | Woonhuis                  | 18e eeuw                                               |                                      | Rapenburg 83          | 52° 9' 24" NB, 4° 29' 8" OL  | 25508  | Meer afbeeldingen                                                                                                   |
| Pand met halsgevel met zandstenen vleugelstukken en topafdekking. Hardstenen stoep met palen | Woonhuis                  | eerste helft 18e eeuw                                  |                                      | Rapenburg 87          | 52° 9' 23" NB, 4° 29' 9" OL  | 25510  | Meer afbeeldingen                                                                                                   |
| Pand met lijstgevel | Woonhuis                  | eind 18e eeuw                                          |                                      | Rapenburg 87          | 52° 9' 23" NB, 4° 29' 9" OL  | 25511  | Meer afbeeldingen                                                                                                   |
| Pand met gepleisterde lijstgevel | Woonhuis                  |                                                        |                                      | Rapenburg 89          | 52° 9' 23" NB, 4° 29' 9" OL  | 25512  | Meer afbeeldingen                                                                                                   |
| Pand met lijstgevel | Werk-woonhuis             | begin 19e eeuw                                         |                                      | Rapenburg 91          | 52° 9' 23" NB, 4° 29' 9" OL  | 25513  | Meer afbeeldingen                                                                                                   |
| Pand met bakstenen gevel met rechte kroonlijst en gesneden consoles. Hardstenen stoep met palen. Deuromlijsting régence | Woonhuis                  | midden 18e eeuw                                        |                                      | Rapenburg 95          | 52° 9' 22" NB, 4° 29' 11" OL | 25514  | Meer afbeeldingen                                                                                                   |
| Pand met lage gevel met rechte kroonlijst | Woonhuis                  | midden 18e eeuw                                        |                                      | Rapenburg 97          | 52° 9' 22" NB, 4° 29' 11" OL | 25515  | Meer afbeeldingen                                                                                                   |
| Pand met gepleisterde en geverfde gevel met rechte kroonlijst met consoles, eenvoudige deuromlijsting | Woonhuis                  | midden 17e eeuw                                        |                                      | Rapenburg 99          | 52° 9' 21" NB, 4° 29' 11" OL | 25516  | Meer afbeeldingen                                                                                                   |
| Pand met eenvoudige tuitgevel. Hardstenen stoep | Woonhuis                  | midden 17e eeuw                                        |                                      | Rapenburg 101         | 52° 9' 21" NB, 4° 29' 11" OL | 25517  | Meer afbeeldingen                                                                                                   |
| Pand met gepleisterde lijstgevel. Stoep met stoeppalen | Woonhuis                  | 18e eeuw                                               |                                      | Rapenburg 103         | 52° 9' 21" NB, 4° 29' 12" OL | 25518  | Meer afbeeldingen                                                                                                   |
| Pand met bakstenen gevel met terzijde merkwaardig scheef omgewerkte kroonlijst | Woonhuis                  | laatste helft 18e eeuw                                 |                                      | Rapenburg 105         | 52° 9' 21" NB, 4° 29' 12" OL | 25519  | Meer afbeeldingen                                                                                                   |
| Pand met bakstenen gevel met rechte kroonlijst, deuromlijsting Lod. XV op metselwerk van verdieping resten van geverfde banden. Hardstenen stoep met palen | Woonhuis                  | laatste helft 18e eeuw                                 |                                      | Rapenburg 113         | 52° 9' 21" NB, 4° 29' 14" OL | 25520  | Meer afbeeldingen                                                                                                   |
| Pand met brede bakstenen gevel met rechte kroonlijst, fragment van oudere gevel met gemetselde bogen boven vensters van 1e verdieping. Op bovenmetselwerk resten van geverfde banden                                                                                                | Woonhuis                  | eerste helft 17e eeuw                                  |                                      | Rapenburg 115         | 52° 9' 21" NB, 4° 29' 14" OL | 25521  | Meer afbeeldingen                                                                                                   |
| Pand met smalle verminkte topgevel, later gewijzigd | Woonhuis                  | eind 17e eeuw                                          |                                      | Rapenburg 117         | 52° 9' 21" NB, 4° 29' 14" OL | 25522  | Meer afbeeldingen                                                                                                   |
| Sint Jeroensbrug, ijzeren overspanning op gemetselde landhoofden | Brug                      | 1577                                                   |                                      | Rapenburg 117         | 52° 9' 23" NB, 4° 29' 9" OL  | 25670  | Meer afbeeldingen                                                                                                   |
| Gebouwencomplex van de Leidse sterrenwacht, gebouwd op een bolwerk aan de westzijde van de stad, dat daarvoor deel uitmaakte van de Hortus Botanicus | Onderwijs en wetenschap   | 1858-1861                                              | H.F.G.N. Camp                        | Sterrenwachtlaan 5    | 52° 9' 18" NB, 4° 29' 0" OL  | 24978  | Meer afbeeldingen                                                                                                   |
| Sterrewacht - kleine meetkoepel | Onderwijs en wetenschap   | 1877-1878                                              | Petrus J.H. Cuypers                  | Sterrenwachtlaan 5    | 52° 9' 18" NB, 4° 29' 0" OL  | 515056 | Meer afbeeldingen                                                                                                   |
| Sterrewacht - heliometergebouw | Onderwijs en wetenschap   | ca. 1900-1905                                          |                                      | Sterrenwachtlaan 5    | 52° 9' 18" NB, 4° 29' 0" OL  | 515055 | Meer afbeeldingen                                                                                                   |
| Pand met bakstenen gevel met rechte kroonlijst met consoles en Lod. XIV dakvensters. Beneden pakhuisdeur, later aangebracht | Dienstwoning              | eerste helft 18e eeuw                                  |                                      | Vliet 5               | 52° 9' 20" NB, 4° 29' 14" OL | 25625  | Meer afbeeldingen                                                                                                   |
| Pand met lijstgevel, zadeldak terzijde met topgevel eindigend | Woonhuis                  | 17e eeuw                                               |                                      | Vliet 7               | 52° 9' 20" NB, 4° 29' 14" OL | 25626  | Meer afbeeldingen                                                                                                   |
| Pand met ingekorte klokgevel met rechte kroonlijst en zijvleugel, eertijds waarschijnlijk trapgevel | Woonhuis                  | laatste helft 16e eeuw                                 |                                      | Vliet 9               | 52° 9' 20" NB, 4° 29' 14" OL | 25628  | Meer afbeeldingen                                                                                                   |
| Poortje. Geprofileerd gemetseld rondboogpoortje van geslepen steen. Boven poortje ovaal venster met smeedwerk | Erfscheiding              | eind 16e eeuw of begin 17e eeuw                        |                                      | Vliet 9               | 52° 9' 20" NB, 4° 29' 14" OL | 25629  | Meer afbeeldingen                                                                                                   |
| Molensteegbrug | Brug                      | 1730 (opschrift) 1942 (huidige brug) 1999 (rest.)      |                                      | Vliet 35              | 52° 9' 17" NB, 4° 29' 16" OL | 25676  | Meer afbeeldingen                                                                                                   |
| Pand met bakstenen gevel met vlechtingen, boven de ramen van de eerste verdieping korfbogen. Ondergevel gepleisterd | Woonhuis                  |                                                        |                                      | Vliet 37              | 52° 9' 17" NB, 4° 29' 15" OL | 25630  | Pand met bakstenen gevel met vlechtingen, boven de ramen van de eerste verdieping korfbogen. Ondergevel gepleisterd |
| Pand met bakstenen tuitgevel. Vensters gewijzigd | Woonhuis                  | 17e eeuw                                               |                                      | Vliet 39              | 52° 9' 17" NB, 4° 29' 15" OL | 25631  | Meer afbeeldingen                                                                                                   |
| Gijselaarsbank (ook wel werklozenbank) | Straatmeubilair           | 1920                                                   |                                      |                       | 52° 9' 36" NB, 4° 29' 6" OL  | 515132 | Meer afbeeldingen                                                                                                   |
| Doelenpoort, overblijfsel van de St. Jorisdoelen, Fraaie zandstenen poort met beeldhouwwerk | Erfscheiding              | 1645 (ontwerp) 1821 (gesloopt) 1854 en 1929 (hersteld) | Arent van 's-Gravesande              |                       | 52° 9' 33" NB, 4° 29' 0" OL  | 24700  | Meer afbeeldingen                                                                                                   |

## Levendaal
De buurt Levendaal kent 171 rijksmonumenten:
| Object | Oorspronkelijke functie?  | Bouwjaar                                  | Architect                                                          | Locatie                | Coördinaten?                 | Nr.?   | Afbeelding |
| --- | ------------------------- | ----------------------------------------- | ------------------------------------------------------------------ | ---------------------- | ---------------------------- | ------ | --- |
| Tevelingshofje | Sociale zorg, liefdadigh. | 1666                                      |                                                                    | 4e Binnenvestgracht 7  | 52° 9' 16" NB, 4° 30' 4" OL  | 24567  | Meer afbeeldingen |
| Barend van Namenhof: dubbele hofjeswoning | Woonhuis                  | 1915                                      |                                                                    | Barend van Namenshof 1 | 52° 9' 15" NB, 4° 29' 26" OL | 515039 | Meer afbeeldingen |
| Barend van Namenhof | Woonhuis                  | 1915                                      |                                                                    | Barend van Namenshof 1 | 52° 9' 15" NB, 4° 29' 25" OL | 515037 | Meer afbeeldingen |
| Barend van Namenhof: dubbele hofjeswoning | Woonhuis                  | 1915                                      |                                                                    | Barend van Namenshof 3 | 52° 9' 15" NB, 4° 29' 26" OL | 515040 | Meer afbeeldingen |
| Barend van Namenhof: rijtje met drie hogjeswoningen | Woonhuis                  | 1915                                      | W.C. Mulder                                                        | Barend van Namenshof 5 | 52° 9' 16" NB, 4° 29' 25" OL | 515041 | Meer afbeeldingen |
| Barend van Namenhof: hofjeswoning | Woonhuis                  | 1915                                      |                                                                    | Barend van Namenshof 8 | 52° 9' 15" NB, 4° 29' 25" OL | 515042 | Meer afbeeldingen |
| Barend van Namenhof: rijtje met vier hofjeswoningen | Woonhuis                  | 1915                                      |                                                                    | Barend van Namenshof 9 | 52° 9' 15" NB, 4° 29' 24" OL | 515043 | Meer afbeeldingen |
| Vlietbrug (ook genaamd de Naaktesluis) | Brug                      | ca. 1600                                  |                                                                    | Boisotkade 3           | 52° 9' 15" NB, 4° 29' 17" OL | 25679  | Meer afbeeldingen |
| Vrijstaand gebouwd woonhuis van het type herenhuis | Woonhuis                  | 1866                                      |                                                                    | Boisotkade 9           | 52° 9' 14" NB, 4° 29' 20" OL | 515121 | Vrijstaand gebouwd woonhuis van het type herenhuis |
| Voormalig Stedelijk Gymnasium | Onderwijs en wetenschap   | 1883                                      | J.W. Schaap                                                        | Doezastraat 2 A        | 52° 9' 18" NB, 4° 29' 22" OL | 515117 | Meer afbeeldingen |
| Pand met goede lijstgevel. Belangrijk voor de naastgelegen poort | Woonhuis                  | 18e eeuw                                  |                                                                    | Doezastraat 18         | 52° 9' 15" NB, 4° 29' 23" OL | 24666  | Meer afbeeldingen |
| St. Jacobshof met 17 woningen, poortgebouw met Regentenkamer | Sociale zorg, liefdadigh. | 1681 (steen met opschrift)                |                                                                    | Doezastraat 25         | 52° 9' 16" NB, 4° 29' 19" OL | 24667  | Meer afbeeldingen |
| Gebouw met negen winkels en eenzelfde aantal bovenwoningen | Werk-woonhuis             | 1939                                      | C.L. Queré (winkel-woningcomplex)                                  | Gangetje 2             | 52° 9' 23" NB, 4° 29' 37" OL | 515127 | Gebouw met negen winkels en eenzelfde aantal bovenwoningen |
| HBS voor Meisjes aan de Garenmarkt in een Eclectische bouwstijl | Onderwijs en wetenschap   | 1883                                      | J.W. Schaap                                                        | Garenmarkt 1 A         | 52° 9' 18" NB, 4° 29' 31" OL | 515112 | Meer afbeeldingen |
| Pand met afgeknotte topgevel, rechte kroonlijst, afgewolfd zadeldak | Woonhuis                  | 17e eeuw                                  |                                                                    | Garenmarkt 3           | 52° 9' 16" NB, 4° 29' 32" OL | 24673  | Meer afbeeldingen |
| Pand met gevel met rechte kroonlijst, in wezen | Woonhuis                  | 17e eeuw                                  |                                                                    | Garenmarkt 5           | 52° 9' 16" NB, 4° 29' 32" OL | 24674  | Meer afbeeldingen |
| Pand met trapgevel | Woonhuis                  | midden 17e eeuw                           |                                                                    | Garenmarkt 7           | 52° 9' 16" NB, 4° 29' 32" OL | 24675  | Meer afbeeldingen |
| Pand met gevel met rechte kroonlijst. Thorbecke's woonhuis | Woonhuis                  | 18e eeuw                                  |                                                                    | Garenmarkt 9           | 52° 9' 16" NB, 4° 29' 30" OL | 24676  | Meer afbeeldingen |
| Pand met gepleisterde trapgevel | Woonhuis                  | 17e eeuw                                  |                                                                    | Garenmarkt 11          | 52° 9' 16" NB, 4° 29' 32" OL | 24677  | Meer afbeeldingen |
| Pand met trapgevel | Woonhuis                  | 17e eeuw                                  |                                                                    | Garenmarkt 13          | 52° 9' 16" NB, 4° 29' 32" OL | 24678  | Meer afbeeldingen |
| Pand met gevel met rechte kroonlijst | Woonhuis                  | 19e eeuw                                  |                                                                    | Garenmarkt 15          | 52° 9' 16" NB, 4° 29' 33" OL | 24679  | Meer afbeeldingen |
| Pand met lijstgevel. Moderne bedaking, ingang in ronde hoek | Werk-woonhuis             | 18e eeuw                                  |                                                                    | Garenmarkt 16          | 52° 9' 17" NB, 4° 29' 34" OL | 24681  | Meer afbeeldingen |
| Pand met brede gevel met rechte kroonlijst. Zadeldak over lengte der gevel. Gesneden Louis Seize deuromlijsting | Woonhuis                  | eerste helft 17e eeuw                     |                                                                    | Garenmarkt 19          | 52° 9' 15" NB, 4° 29' 33" OL | 24680  | Meer afbeeldingen |
| Pand met gepleisterde tuitgevel | Woonhuis                  | eerste helft 18e eeuw                     |                                                                    | Garenmarkt 26          | 52° 9' 16" NB, 4° 29' 34" OL | 24682  | Meer afbeeldingen |
| Pand met tuitgevel | Woonhuis                  | eerste helft 18e eeuw                     |                                                                    | Garenmarkt 28          | 52° 9' 16" NB, 4° 29' 34" OL | 24683  | Meer afbeeldingen |
| Pand met gepleisterde afgeknotte topgevel, rechte kroonlijst | Woonhuis                  |                                           |                                                                    | Garenmarkt 30          | 52° 9' 16" NB, 4° 29' 34" OL | 24684  | Meer afbeeldingen |
| Pand met gepleisterde topgevel | Woonhuis                  | 17e eeuw                                  |                                                                    | Garenmarkt 32          | 52° 9' 16" NB, 4° 29' 34" OL | 24685  | Meer afbeeldingen |
| Pand met lijstgevel | Woonhuis                  | 18e eeuw                                  |                                                                    | Garenmarkt 34          | 52° 9' 16" NB, 4° 29' 34" OL | 24686  | Meer afbeeldingen |
| Pand met gepleisterde halsgevel | Werk-woonhuis             | 18e eeuw                                  |                                                                    | Garenmarkt 46          | 52° 9' 15" NB, 4° 29' 34" OL | 24687  | Meer afbeeldingen |
| Pand met lijstgevel | Woonhuis                  | 18e eeuw                                  |                                                                    | Garenmarkt 48          | 52° 9' 15" NB, 4° 29' 34" OL | 24688  | Meer afbeeldingen |
| Het Heilige(n) Geesthofje is ook bekend onder de naam Cornelis Spronghhofje | Sociale zorg, liefdadigh. | 1920-1926                                 | L. van der Laan en J.A. van der Laan                               | Heiligen Geesthofje 1  | 52° 9' 20" NB, 4° 29' 19" OL | 515116 | Meer afbeeldingen |
| Barend van Namenhof: poortje | Erfscheiding              | 1730 (opgericht) 1788 (vernieuwd)         |                                                                    | Hoefstraat 12          | 52° 9' 15" NB, 4° 29' 25" OL | 515038 | Meer afbeeldingen |
| Pand met lijstgevel, deuromlijstin, achtergevel eveneens met rechte kroonlijst | Woonhuis                  | laatste helft 18e eeuw                    |                                                                    | Hogewoerd 14           | 52° 9' 22" NB, 4° 29' 40" OL | 24853  | Meer afbeeldingen |
| Pand met gepleisterde gevel, rechte kroonlijst, winkelpui en uithangbord V.C.C. ""het Klaverblad"" | Werk-woonhuis             | ca. 1800                                  |                                                                    | Hogewoerd 15           | 52° 9' 22" NB, 4° 29' 37" OL | 24817  | Meer afbeeldingen |
| Pand met lijstgevel, bakstenen pilasters en naar voren springend middenstuk, achtergevel eveneens met rechte kroonlijst                                                                                                   | Werk-woonhuis             | 18e eeuw                                  |                                                                    | Hogewoerd 16           | 52° 9' 22" NB, 4° 29' 40" OL | 24854  | Meer afbeeldingen |
| Winkel met bovenwoning | Werk-woonhuis             | 1911                                      | P.J. Perquin                                                       | Hogewoerd 22           | 52° 9' 22" NB, 4° 29' 41" OL | 515107 | Meer afbeeldingen |
| Pand met lijstgevel met in kroonlijst triglyphen | Woonhuis                  | laat 18e eeuw                             |                                                                    | Hogewoerd 30           | 52° 9' 22" NB, 4° 29' 42" OL | 24855  | Meer afbeeldingen |
| Achterbouw met rechte kroonlijst en zadeldak, a.d. Nieuwe Rijn | Woonhuis                  | begin 18e eeuw                            |                                                                    | Hogewoerd 32 A         | 52° 9' 22" NB, 4° 29' 43" OL | 24856  | Meer afbeeldingen |
| Pand met tuitgevel | Werk-woonhuis             | begin 18e eeuw                            |                                                                    | Hogewoerd 33           | 52° 9' 22" NB, 4° 29' 40" OL | 24818  | Meer afbeeldingen |
| Pand met bakstenen lijstgevel. Deur met omlijsting. Bovengevel vernieuwd | Woonhuis                  | 18e eeuw                                  |                                                                    | Hogewoerd 34           | 52° 9' 22" NB, 4° 29' 43" OL | 24857  | Meer afbeeldingen |
| Pand met trapgevel met natuurstenen banden en blokken. Tudorbogen boven vensters | Woonhuis                  | eerste helft 17e eeuw                     |                                                                    | Hogewoerd 35           | 52° 9' 21" NB, 4° 29' 40" OL | 24819  | Meer afbeeldingen |
| Pand met tuitgevel, sieranker in de top | Woonhuis                  | tweede helft 17e eeuw, hersteld 1945      |                                                                    | Hogewoerd 36           | 52° 9' 22" NB, 4° 29' 43" OL | 24858  | Meer afbeeldingen |
| Pand met tuitgevel met halfcirkelvormige bekroning | Woonhuis                  | tweede helft 17e eeuw, hersteld 1952      |                                                                    | Hogewoerd 38           | 52° 9' 22" NB, 4° 29' 43" OL | 24859  | Meer afbeeldingen |
| Pand met lijstgevel | Woonhuis                  | 18e eeuw                                  |                                                                    | Hogewoerd 40           | 52° 9' 22" NB, 4° 29' 44" OL | 24860  | Meer afbeeldingen |
| Pand met lijstgevel | Werk-woonhuis             | 19e eeuw                                  |                                                                    | Hogewoerd 42           | 52° 9' 21" NB, 4° 29' 44" OL | 24861  | Meer afbeeldingen |
| Pand met tuitgevel | Werk-woonhuis             | 18e eeuw                                  |                                                                    | Hogewoerd 44           | 52° 9' 21" NB, 4° 29' 44" OL | 24862  | Meer afbeeldingen |
| Pand met lijstgevel | Werk-woonhuis             | eind 18e eeuw                             |                                                                    | Hogewoerd 46           | 52° 9' 21" NB, 4° 29' 45" OL | 24863  | Meer afbeeldingen |
| Pand met tuitgevel met sierankers, bovengevel hersteld 1945 | Woonhuis                  | 1783 (sierankers)                         |                                                                    | Hogewoerd 48           | 52° 9' 21" NB, 4° 29' 45" OL | 24864  | Meer afbeeldingen |
| Pand met rechte lijstgevel met hoge 1e verdieping | Werk-woonhuis             | aanvang 19e eeuw                          |                                                                    | Hogewoerd 59           | 52° 9' 21" NB, 4° 29' 44" OL | 24820  | Meer afbeeldingen |
| Pand met puntgevel | Werk-woonhuis             | 18e eeuw                                  |                                                                    | Hogewoerd 63           | 52° 9' 21" NB, 4° 29' 45" OL | 24821  | Meer afbeeldingen |
| Pand met tuitgevel | Woonhuis                  | 18e eeuw                                  |                                                                    | Hogewoerd 69           | 52° 9' 21" NB, 4° 29' 46" OL | 24822  | Meer afbeeldingen |
| Pand met gevel met rechte kroonlijst | Werk-woonhuis             | eind 18e eeuw                             |                                                                    | Hogewoerd 71           | 52° 9' 21" NB, 4° 29' 46" OL | 24823  | Meer afbeeldingen |
| Pand met tuitgevel | Werk-woonhuis             | 18e eeuw                                  |                                                                    | Hogewoerd 73           | 52° 9' 21" NB, 4° 29' 46" OL | 24824  | Meer afbeeldingen |
| Pand met gevel met rechte kroonlijst | Werk-woonhuis             | eind 18e eeuw                             |                                                                    | Hogewoerd 75           | 52° 9' 21" NB, 4° 29' 46" OL | 24825  | Meer afbeeldingen |
| Pand met gevel met rechte kroonlijst | Werk-woonhuis             | begin 19e eeuw                            |                                                                    | Hogewoerd 81           | 52° 9' 20" NB, 4° 29' 47" OL | 24826  | Meer afbeeldingen |
| Achtergevel, witgepleisterde brede gevel | Woonhuis                  | midden 17e eeuw                           |                                                                    | Hogewoerd 82           | 52° 9' 21" NB, 4° 29' 50" OL | 24865  | Meer afbeeldingen |
| Pand met lijstgevel, empire deuromlijsting en gesneden deur | Woonhuis                  | eerste helft 19e eeuw                     |                                                                    | Hogewoerd 83           | 52° 9' 20" NB, 4° 29' 47" OL | 24827  | Meer afbeeldingen |
| Pand met lijstgevel, onderpuien ten dele intact | Woonhuis                  | begin 19e eeuw                            |                                                                    | Hogewoerd 86           | 52° 9' 21" NB, 4° 29' 51" OL | 24866  | Meer afbeeldingen |
| Pand met bakstenen gevel met versierde deurtravee, rechte kroonlijst met consoles, deur en beide vensters erboven in gesneden Lod.XV lijsten                                                                              | Woonhuis                  | midden 18e eeuw                           |                                                                    | Hogewoerd 87           | 52° 9' 20" NB, 4° 29' 48" OL | 24828  | Meer afbeeldingen |
| Pand met gevel met rechte kroonlijst | Woonhuis                  | begin 19e eeuw                            |                                                                    | Hogewoerd 89           | 52° 9' 20" NB, 4° 29' 48" OL | 24829  | Meer afbeeldingen |
| Pand met gevel met rechte kroonlijst | Woonhuis                  | begin 19e eeuw                            |                                                                    | Hogewoerd 91           | 52° 9' 20" NB, 4° 29' 49" OL | 24830  | Meer afbeeldingen |
| Pand met tuitgevel. Onderbouw modern | Woonhuis                  |                                           |                                                                    | Hogewoerd 93           | 52° 9' 20" NB, 4° 29' 49" OL | 24831  | Pand met tuitgevel. Onderbouw modern |
| Pand met bakstenen gevel met rechte kroonlijst en opkamer | Werk-woonhuis             | 17e eeuw                                  |                                                                    | Hogewoerd 96           | 52° 9' 21" NB, 4° 29' 52" OL | 24867  | Meer afbeeldingen |
| Pand met tuitgevel, onderpui vernieuwd, deels originele roedenverdeling ramen | Werk-woonhuis             | 18e eeuw                                  |                                                                    | Hogewoerd 97           | 52° 9' 20" NB, 4° 29' 50" OL | 24832  | Meer afbeeldingen |
| Pand met gepleisterde lijstgevel | Woonhuis                  | 18e eeuw                                  |                                                                    | Hogewoerd 106 A        | 52° 9' 20" NB, 4° 29' 54" OL | 24868  | Meer afbeeldingen |
| Pand met brede gevel met rechte consoles, kroonlijst | Woonhuis                  | midden 18e eeuw                           |                                                                    | Hogewoerd 108          | 52° 9' 20" NB, 4° 29' 55" OL | 24869  | Meer afbeeldingen |
| Pand met gepleisterde tuitgevel | Woonhuis                  | 18e eeuw                                  |                                                                    | Hogewoerd 110          | 52° 9' 20" NB, 4° 29' 55" OL | 24870  | Meer afbeeldingen |
| Pand met gepleisterde lijstgevel, modern winkelraam | Woonhuis                  | 18e eeuw                                  |                                                                    | Hogewoerd 112          | 52° 9' 20" NB, 4° 29' 56" OL | 24871  | Meer afbeeldingen |
| Pand met gepleisterde lijstgevel | Woonhuis                  | 18e eeuw                                  |                                                                    | Hogewoerd 114          | 52° 9' 20" NB, 4° 29' 56" OL | 24872  | Meer afbeeldingen |
| Pand met lijstgevel, gesneden bovendorpels, boven deur en raamkozijnen schelpmotief Lod.XIV | Woonhuis                  | eerste helft 17e eeuw                     |                                                                    | Hogewoerd 121          | 52° 9' 20" NB, 4° 29' 53" OL | 24833  | Meer afbeeldingen |
| Pand met lijstgevel, drie vensters gedekt door strekken met maskersluitsteen | Woonhuis                  | laatste helft 17e eeuw                    |                                                                    | Hogewoerd 123          | 52° 9' 20" NB, 4° 29' 54" OL | 24835  | Meer afbeeldingen |
| Pand met lijstgevel, zes vensters gedekt door strekken met maskersluitsteen | Woonhuis                  | laatste helft 17e eeuw                    |                                                                    | Hogewoerd 125          | 52° 9' 19" NB, 4° 29' 54" OL | 24834  | Pand met lijstgevel, zes vensters gedekt door strekken met maskersluitsteen                                                                                               |
| Pand met brede gepleisterde gevel met rechte kroonlijst en drie dakvensters, hoog zadeldak aan weerszijde in topgevels eindigend                                                                                          | Woonhuis                  | 17e eeuw                                  |                                                                    | Hogewoerd 126          | 52° 9' 20" NB, 4° 29' 58" OL | 24873  | Meer afbeeldingen |
| Pand met lijstgevel | Werk-woonhuis             | 19e eeuw                                  |                                                                    | Hogewoerd 127          | 52° 9' 20" NB, 4° 29' 54" OL | 24836  | Pand met lijstgevel |
| Twee panden met lijstgevel. Moderne winkelpuien | Werk-woonhuis             | 18e eeuw                                  |                                                                    | Hogewoerd 128 A        | 52° 9' 20" NB, 4° 29' 59" OL | 24874  | Meer afbeeldingen |
| Pand met lijstgevel. Moderne winkelpui | Woonhuis                  | 18e eeuw                                  |                                                                    | Hogewoerd 130          | 52° 9' 20" NB, 4° 29' 59" OL | 24875  | Meer afbeeldingen |
| Pand met lijstgevel | Woonhuis                  | deels 18e- en 17e-eeuws                   |                                                                    | Hogewoerd 132          | 52° 9' 20" NB, 4° 29' 60" OL | 24876  | Meer afbeeldingen |
| Pand met lijstgevel, deuromlijsting | Woonhuis                  | 19e eeuw                                  |                                                                    | Hogewoerd 133          | 52° 9' 19" NB, 4° 29' 55" OL | 24837  | Meer afbeeldingen |
| Pand met lijstgevel | Woonhuis                  | laatste helft 17e eeuw                    |                                                                    | Hogewoerd 135          | 52° 9' 20" NB, 4° 29' 56" OL | 24838  | Meer afbeeldingen |
| Pand met trapgevel eindigend met gebogen fronton | Woonhuis                  | 17e/18/19e eeuw                           |                                                                    | Hogewoerd 138          | 52° 9' 20" NB, 4° 30' 1" OL  | 24877  | Meer afbeeldingen |
| Pand met lijstgevel | Woonhuis                  | eerste helft 19e eeuw                     |                                                                    | Hogewoerd 140          | 52° 9' 20" NB, 4° 30' 2" OL  | 24878  | Meer afbeeldingen |
| Pand met gevel met kroonlijst met consoles | Woonhuis                  | 18e eeuw                                  |                                                                    | Hogewoerd 142          | 52° 9' 20" NB, 4° 30' 2" OL  | 24879  | Meer afbeeldingen |
| Pand met brede hoge gevel met rechte consolekroonlijst, Lod.XV ornamenten, fraaie deuromlijsting en deur Lod.XV | Woonhuis                  | midden 18e eeuw                           |                                                                    | Hogewoerd 144 A        | 52° 9' 20" NB, 4° 30' 2" OL  | 24880  | Meer afbeeldingen |
| Pand met trapgevel, onderpui gepleisterd | Woonhuis                  | midden 17e eeuw                           |                                                                    | Hogewoerd 150          | 52° 9' 20" NB, 4° 30' 3" OL  | 24881  | Meer afbeeldingen |
| Pand met lijstgevel | Woonhuis                  | 18e eeuw                                  |                                                                    | Hogewoerd 152          | 52° 9' 20" NB, 4° 30' 4" OL  | 24882  | Meer afbeeldingen |
| Pand met lijstgevel. Gebogen deur op hoek | Woonhuis                  | ca. 1800                                  |                                                                    | Hogewoerd 153          | 52° 9' 19" NB, 4° 29' 59" OL | 24840  | Meer afbeeldingen |
| Pand met lijstgevel | Woonhuis                  | 18e eeuw                                  |                                                                    | Hogewoerd 154          | 52° 9' 20" NB, 4° 30' 4" OL  | 24883  | Meer afbeeldingen |
| Pand met lijstgevel | Woonhuis                  | 18e eeuw                                  |                                                                    | Hogewoerd 156          | 52° 9' 20" NB, 4° 30' 4" OL  | 24884  | Meer afbeeldingen |
| Pand met lijstgevel, onderpui modern | Woonhuis                  | 19e eeuw                                  |                                                                    | Hogewoerd 158          | 52° 9' 20" NB, 4° 30' 5" OL  | 24885  | Meer afbeeldingen |
| Pand met lijstgevel, moderne onderpui | Woonhuis                  | 18e eeuw                                  |                                                                    | Hogewoerd 159          | 52° 9' 19" NB, 4° 30' 1" OL  | 24841  | Meer afbeeldingen |
| Pand met lijstgevel | Woonhuis                  | 1837 (dateringssteentje)                  |                                                                    | Hogewoerd 160          | 52° 9' 20" NB, 4° 30' 5" OL  | 24886  | Meer afbeeldingen |
| Pand met lijstgevel, 19e-eeuwse deuromlijsting | Woonhuis                  | 18e eeuw                                  |                                                                    | Hogewoerd 161          | 52° 9' 19" NB, 4° 30' 1" OL  | 24842  | Meer afbeeldingen |
| Pand met trapgevel. Moderne onderpui | Woonhuis                  | 17e eeuw                                  |                                                                    | Hogewoerd 162          | 52° 9' 20" NB, 4° 30' 6" OL  | 24887  | Meer afbeeldingen |
| Pand met tuitgevel, onderpui in 19e eeuw verbouwd | Woonhuis                  | 18e eeuw                                  |                                                                    | Hogewoerd 163          | 52° 9' 19" NB, 4° 30' 1" OL  | 24843  | Meer afbeeldingen |
| Pand met lijstgevel | Woonhuis                  | aanvang 19e eeuw                          |                                                                    | Hogewoerd 164          | 52° 9' 20" NB, 4° 30' 6" OL  | 24888  | Meer afbeeldingen |
| Pand met lijstgevel, moderne onderpui | Woonhuis                  | 19e eeuw                                  |                                                                    | Hogewoerd 165          | 52° 9' 19" NB, 4° 30' 2" OL  | 24844  | Meer afbeeldingen |
| Pand met trapgevel met oude kruiskozijnen in de top, festoen als topversiering, goede onderpui | Woonhuis                  | laatste helft 17e eeuw                    |                                                                    | Hogewoerd 167          | 52° 9' 19" NB, 4° 30' 2" OL  | 24845  | Meer afbeeldingen |
| Pand met trapgevel met oude kozijnen in de top, strekken met maskerkoppen boven vensters | Woonhuis                  | laatste helft 17e eeuw                    |                                                                    | Hogewoerd 169          | 52° 9' 19" NB, 4° 30' 2" OL  | 24846  | Meer afbeeldingen |
| Pand met brede gevel met rechte consoles kroonlijst, ingang bovenlicht met aloeplant | Woonhuis                  | laatste helft 18e eeuw                    |                                                                    | Hogewoerd 171          | 52° 9' 19" NB, 4° 30' 3" OL  | 24847  | Pand met brede gevel met rechte consoles kroonlijst, ingang bovenlicht met aloeplant                                                                                      |
| Pand met gevel met rechte kroonlijst, dubbele deur met gesneden panelen en Empire omlijsting | Woonhuis                  | ca. 1750                                  |                                                                    | Hogewoerd 173          | 52° 9' 19" NB, 4° 30' 3" OL  | 24848  | Meer afbeeldingen |
| Pand met trapgevel, top vernieuwd, twee cartouche gevelstenen | Woonhuis                  | midden 17e eeuw                           |                                                                    | Hogewoerd 175          | 52° 9' 19" NB, 4° 30' 4" OL  | 24849  | Meer afbeeldingen |
| Pand met brede gevel met rechte kroonlijst. Lod.XVI deuromlijsting | Woonhuis                  | ca. 1800                                  |                                                                    | Hogewoerd 183          | 52° 9' 19" NB, 4° 30' 5" OL  | 24850  | Meer afbeeldingen |
| Pand met lijstgevel, onderpui modern | Woonhuis                  | eind 18e eeuw                             |                                                                    | Hogewoerd 185          | 52° 9' 19" NB, 4° 30' 6" OL  | 24851  | Meer afbeeldingen |
| Pand met gevel onder rechte kroonlijst. Rechts fragment van 17e-eeuwse gevel met maskers als sluitstenen in strekken boven het raam. Ronde hoekdeur. Gevel deels 17e deels 18e eeuw, dak latere datum                     | Woonhuis                  | ca. 1800                                  |                                                                    | Hogewoerd 191          | 52° 9' 19" NB, 4° 30' 7" OL  | 24852  | Meer afbeeldingen |
| Muurtoren Oostenrijk. Eveneens de grondslag van de muurtoren Bourgondië | Omwalling                 | eind 15e eeuw                             |                                                                    | Jan van Houtkade 50    | 52° 9' 14" NB, 4° 29' 29" OL | 24969  | Meer afbeeldingen |
| Winkels met bovenwoningen | Werk-woonhuis             | 1927                                      | F.L.J. Lourijsen                                                   | Korevaarstraat 2       | 52° 9' 22" NB, 4° 29' 36" OL | 515103 | Meer afbeeldingen |
| Poortje. Achterpoort van Hogewoerd 121 | Erfscheiding              | eerste helft 17e eeuw 1950 (restauratie)  |                                                                    | Kraaierstraat 4        | 52° 9' 20" NB, 4° 29' 53" OL | 25005  | Meer afbeeldingen |
| Twee overeenkomstige fragmenten van oude gevels, boven gewijzigde pui | Onderdeel woningen e.d.   | midden 17e eeuw                           |                                                                    | Kraaierstraat 5        | 52° 9' 21" NB, 4° 29' 52" OL | 25006  | Meer afbeeldingen |
| Een breed, pand met lijstgevel en schilddak | Woonhuis                  | eerste kwart 19e eeuw (deels)             |                                                                    | Levendaal 8            | 52° 9' 20" NB, 4° 29' 35" OL | 25117  | Meer afbeeldingen |
| Synagoge | Kerk en kerkonderdeel     | 1762 (oorspronkelijk) 1858 (herbouwd)     |                                                                    | Levendaal 16           | 52° 9' 20" NB, 4° 29' 35" OL | 25118  | Meer afbeeldingen |
| Pand met topgevel. Onderpui verbouwd | Woonhuis                  | eerste helft 18e eeuw                     |                                                                    | Levendaal 83           | 52° 9' 17" NB, 4° 29' 48" OL | 25102  | Meer afbeeldingen |
| Pand met trapgevel met segmentvormig fronton en twee kruiskozijnen in top | Woonhuis                  | midden 17e eeuw                           |                                                                    | Levendaal 85           | 52° 9' 17" NB, 4° 29' 48" OL | 25103  | Meer afbeeldingen |
| Pand met tuitgevel | Woonhuis                  | laatste helft 17e eeuw                    |                                                                    | Levendaal 87           | 52° 9' 17" NB, 4° 29' 48" OL | 25104  | Meer afbeeldingen |
| Pand met trapgevel | Woonhuis                  | midden 17e eeuw                           |                                                                    | Levendaal 97           | 52° 9' 17" NB, 4° 29' 49" OL | 25105  | Meer afbeeldingen |
| Randbebouwing van het Bethlehemshofje | Sociale zorg, liefdadigh. | 1897                                      |                                                                    | Levendaal 105          | 52° 9' 17" NB, 4° 29' 52" OL | 515135 | Randbebouwing van het Bethlehemshofje |
| Bethlehemshof met 16 woningen daterend uit stichtingstijd. Poort van het voormalige hof ""den Houcksteen"" | Sociale zorg, liefdadigh. | 1631 (gevelsteen)                         |                                                                    | Levendaal 109          | 52° 9' 17" NB, 4° 29' 51" OL | 25106  | Meer afbeeldingen |
| Pand met gepleisterde trapgevel | Woonhuis                  | midden 17e eeuw                           |                                                                    | Levendaal 149          | 52° 9' 17" NB, 4° 29' 57" OL | 25107  | Meer afbeeldingen |
| Pand met lijstgevel | Woonhuis                  | begin 19e eeuw                            |                                                                    | Levendaal 151          | 52° 9' 17" NB, 4° 29' 58" OL | 25108  | Meer afbeeldingen |
| Pand met trapgevel. Kruiskozijnen op bovenverdiepingen | Woonhuis                  | midden 17e eeuw                           |                                                                    | Levendaal 153          | 52° 9' 17" NB, 4° 29' 58" OL | 25109  | Meer afbeeldingen |
| Pand met tuitgevel. Oude raamkozijnen op bovenverdieping | Woonhuis                  | midden 17e eeuw                           |                                                                    | Levendaal 155          | 52° 9' 17" NB, 4° 29' 58" OL | 25110  | Meer afbeeldingen |
| Pand met trapgevel | Woonhuis                  | midden 17e eeuw                           |                                                                    | Levendaal 157          | 52° 9' 17" NB, 4° 29' 58" OL | 25111  | Meer afbeeldingen |
| Pand met trapgevel. Kruiskozijn op bovenverdieping | Werk-woonhuis             | 17e eeuw                                  |                                                                    | Levendaal 159          | 52° 9' 17" NB, 4° 29' 59" OL | 25112  | Meer afbeeldingen |
| Pand met puntgevel | Woonhuis                  | 17e eeuw                                  |                                                                    | Levendaal 160          | 52° 9' 18" NB, 4° 30' 1" OL  | 25119  | Meer afbeeldingen |
| Pand met trapgevel. Kruiskozijn op bovenverdieping, gerestaureerd 1939, onderpui bij die gelegenheid verbouwd | Werk-woonhuis             | midden 17e eeuw                           |                                                                    | Levendaal 161          | 52° 9' 17" NB, 4° 29' 59" OL | 25113  | Meer afbeeldingen |
| Pand met puntgevel met deuromlijsting | Woonhuis                  | 17e eeuw                                  |                                                                    | Levendaal 162          | 52° 9' 18" NB, 4° 30' 1" OL  | 25120  | Meer afbeeldingen |
| Pand met trapgevel. Kruiskozijn op bovenverdieping | Werk-woonhuis             | midden 17e eeuw                           |                                                                    | Levendaal 165          | 52° 9' 17" NB, 4° 29' 60" OL | 25114  | Meer afbeeldingen |
| Pand met tuitgevel, oude roedenverdeling ramen op bovenverdieping | Woonhuis                  |                                           |                                                                    | Levendaal 171          | 52° 9' 17" NB, 4° 30' 1" OL  | 25115  | Meer afbeeldingen |
| Pand met trapgevel. Kruiskozijnen op bovenverdieping | Woonhuis                  | midden 17e eeuw                           |                                                                    | Levendaal 181          | 52° 9' 17" NB, 4° 30' 2" OL  | 25116  | Meer afbeeldingen |
| Pand met gepleisterde lijstgevel, zijwand aan de Molensteeg met restanten van vensterbogen en in lichtkleurige baksteen gemetselde Davidster                                                                              | Woonhuis                  | midden 17e eeuw                           |                                                                    | Molensteeg 24          | 52° 9' 17" NB, 4° 29' 17" OL | 25633  | Meer afbeeldingen |
| Reeks van drie herenhuizen | Woonhuis                  | 1876                                      |                                                                    | Plantage 12            | 52° 9' 20" NB, 4° 30' 11" OL | 515080 | Meer afbeeldingen |
| Herenhuis | Woonhuis                  | 1885                                      | W.C. Mulder                                                        | Plantsoen 9            | 52° 9' 16" NB, 4° 30' 7" OL  | 515092 | Herenhuis |
| Herenhuis | Woonhuis                  | 1881                                      | W.C. Mulder                                                        | Plantsoen 43           | 52° 9' 14" NB, 4° 29' 59" OL | 515093 | Meer afbeeldingen |
| Herenhuis | Woonhuis                  | 1881                                      | W.C. Mulder                                                        | Plantsoen 67           | 52° 9' 14" NB, 4° 29' 54" OL | 515104 | Meer afbeeldingen |
| Herenhuis | Woonhuis                  | 1881                                      | W.C. Mulder                                                        | Plantsoen 69           | 52° 9' 14" NB, 4° 29' 54" OL | 515094 | Meer afbeeldingen |
| Herenhuis | Woonhuis                  | 1881                                      | W.C. Mulder                                                        | Plantsoen 71           | 52° 9' 14" NB, 4° 29' 53" OL | 515105 | Meer afbeeldingen |
| Rijksmuseum van Natuurlijke Historie | Onderwijs en wetenschap   | 1900-1903                                 | Jacobus van Lokhorst                                               | Raamsteeg 2            | 52° 9' 17" NB, 4° 29' 28" OL | 515058 | Meer afbeeldingen |
| Droge magazijn | Opslag                    | ca. 1905                                  | Jacobus van Lokhorst                                               | Raamsteeg 2            | 52° 9' 17" NB, 4° 29' 28" OL | 515059 | Droge magazijn |
| Custoswoning | Dienstwoning              | 1905-1911                                 | Jan Vrijman                                                        | Raamsteeg 2 A          | 52° 9' 18" NB, 4° 29' 30" OL | 515060 | Custoswoning |
| Gestrekte bakstenen gevel; met kroonlijst en afgeronde hoek aan de St. Jacobsgracht. Schuiframen met kleine roedenverdeling. Gebouwd op last van Koning Lodewijk Napoleon                                                 | Sociale zorg, liefdadigh. | 1810                                      | Cornelis Mulder                                                    | Raamsteeg 19           | 52° 9' 16" NB, 4° 29' 26" OL | 25469  | Gestrekte bakstenen gevel; met kroonlijst en afgeronde hoek aan de St. Jacobsgracht. Schuiframen met kleine roedenverdeling. Gebouwd op last van Koning Lodewijk Napoleon |
| Pand met tuitgevel. Kleine roeden en schuiframen | Woonhuis                  | 18e eeuw                                  |                                                                    | Raamsteeg 49           | 52° 9' 17" NB, 4° 29' 30" OL | 25470  | Meer afbeeldingen |
| Hoekpand Vliet. Gepleisterd en geverfde bakstenen gevel met rechte kroonlijst | Woonhuis                  | 17e eeuw huis                             |                                                                    | Rapenburg 119          | 52° 9' 21" NB, 4° 29' 16" OL | 25523  | Meer afbeeldingen |
| Pand met gepleisterde gevel met rechte kroonlijst. Stoep en stoeppalen | Woonhuis                  | aanvang 19e eeuw                          |                                                                    | Rapenburg 121          | 52° 9' 20" NB, 4° 29' 16" OL | 25524  | Meer afbeeldingen |
| Pand met gepleisterde gevel met rechte kroonlijst. Stoep en stoeppalen. | Woonhuis                  | aanvang 19e eeuw                          |                                                                    | Rapenburg 123          | 52° 9' 20" NB, 4° 29' 17" OL | 25525  | Meer afbeeldingen |
| Pand met bakstenen gevel met rechte kroonlijst. Hardstenen stoep met palen | Woonhuis                  |                                           |                                                                    | Rapenburg 125          | 52° 9' 20" NB, 4° 29' 17" OL | 25526  | Meer afbeeldingen |
| Pand met bakstenen gevel met op verdieping teruggewerkte traveeën, afgedekt met rechte kroonlijst. Deuromlijsting. Hardstenen stoep met gesmeed ijzeren hek                                                               | Woonhuis                  |                                           |                                                                    | Rapenburg 127          | 52° 9' 20" NB, 4° 29' 17" OL | 25527  | Meer afbeeldingen |
| Pand met topgevel in trant Vredeman de Vries met banden, blokken, vleugelstukken en sierstukken van zandsteen | Woonhuis                  | 1630 (cartouche)                          |                                                                    | Rapenburg 129          | 52° 9' 20" NB, 4° 29' 18" OL | 25528  | Meer afbeeldingen |
| Pand met fragment van een oudere gevel. Alleen onderpui met drie vensters waarboven gemetselde strekken met zandstenen aanzetten. Sluitstenen met engelkopjes. Bovendeel van de gevel later vernieuwd. Stoep met stoephek | Onderwijs en wetenschap   | midden 17e eeuw                           |                                                                    | Rapenburg 131          | 52° 9' 20" NB, 4° 29' 19" OL | 25529  | Meer afbeeldingen |
| Pand met zijgevel van 19e-eeuwse lijstgevel | Woonhuis                  | 17e eeuw                                  |                                                                    | Rijnstraat 1           | 52° 9' 21" NB, 4° 29' 60" OL | 25579  | Meer afbeeldingen |
| Pand met trapgevel, in topvenster oorspronkelijk kozijn. Onderpui verbouwd | Woonhuis                  | midden 17e eeuw                           |                                                                    | Rijnstraat 5           | 52° 9' 21" NB, 4° 29' 60" OL | 25580  | Meer afbeeldingen |
| Pand met tuitgevel. Oorspronkelijk raam. Ondergevel gewijzigd | Woonhuis                  |                                           |                                                                    | Rijnstraat 7           | 52° 9' 20" NB, 4° 29' 59" OL | 25581  | Meer afbeeldingen |
| Pand met 18e-eeuwse lijstgevel | Woonhuis                  |                                           |                                                                    | Rijnstraat 11 A        | 52° 9' 18" NB, 4° 29' 59" OL | 24839  | Meer afbeeldingen |
| Samuel de Zee's hof (met 21 woningen) | Sociale zorg, liefdadigh. | 1723                                      |                                                                    | Samuel de Zee'shof 1   | 52° 9' 16" NB, 4° 29' 25" OL | 24665  | Meer afbeeldingen |
| Rooms-Katholiek wees- en oudeliedenhuis | Sociale zorg, liefdadigh. | 1808; 1868; 1923                          | Jan Giudici; Theo Molkenboer; Jan van der Laan en Leo van der Laan | Sint Jacobsgracht 1    | 52° 9' 16" NB, 4° 29' 26" OL | 24968  | Meer afbeeldingen |
| Logegebouw ""La Vertu"" | Bestuursgebouw en onderdl | ca. 1872, met een oudere kern             |                                                                    | Steenschuur 4          | 52° 9' 21" NB, 4° 29' 35" OL | 515083 | Meer afbeeldingen |
| Pand met tuitgevel. Hardstenen stoep, onderpui 18e eeuw vernieuwd. Deuromlijsting | Woonhuis                  | laatste helft 17e eeuw                    |                                                                    | Steenschuur 8          | 52° 9' 21" NB, 4° 29' 34" OL | 25596  | Meer afbeeldingen |
| Pand met gevel met rechte kroonlijst. Hardstenen stoep en palen | Woonhuis                  | 18e eeuw                                  |                                                                    | Steenschuur 10         | 52° 9' 21" NB, 4° 29' 34" OL | 25597  | Meer afbeeldingen |
| Pand met gevel met rechte kroonlijst, deuromlijsting. Hardstenen stoep | Woonhuis                  | eind 18e eeuw                             |                                                                    | Steenschuur 12         | 52° 9' 21" NB, 4° 29' 34" OL | 25598  | Meer afbeeldingen |
| Pand met gevel met rechte kroonlijst en gesneden consoles. Deuromlijsting en deur Lod. XIV. Hardstenen stoep met palen | Woonhuis                  | ca. 1740 (gevel)                          |                                                                    | Steenschuur 14         | 52° 9' 21" NB, 4° 29' 34" OL | 25599  | Meer afbeeldingen |
| Pand met tuitgevel, Lod. XV deuromlijsting en gesneden Lod. XVI deur. Empire hardstenen stoep met palen en kettingen | Woonhuis                  |                                           |                                                                    | Steenschuur 16         | 52° 9' 21" NB, 4° 29' 33" OL | 25600  | Meer afbeeldingen |
| Pand met gevel met rechte kroonlijst met consoles. Deuromlijsting en deur Lod. XVI. Zijgevel aan het Levendaal | Woonhuis                  | laatste helft 17e eeuw                    |                                                                    | Steenschuur 18         | 52° 9' 21" NB, 4° 29' 33" OL | 25601  | Meer afbeeldingen |
| Huis met schilddak en eenvoudige lijstgevel. Deuromlijsting met rijk gesneden kalf en fries, Lod. XVI | Woonhuis                  | 18e eeuw                                  |                                                                    | Utrechtse Veer 14      | 52° 9' 21" NB, 4° 29' 59" OL | 25618  | Meer afbeeldingen |
| Huis met schilddak en eenvoudige lijstgevel | Woonhuis                  | 18e eeuw                                  |                                                                    | Utrechtse Veer 15      | 52° 9' 21" NB, 4° 29' 59" OL | 25619  | Meer afbeeldingen |
| Huis met schilddak en eenvoudige lijstgevel. Puibalk | Woonhuis                  | 18e eeuw                                  |                                                                    | Utrechtse Veer 16      | 52° 9' 21" NB, 4° 29' 59" OL | 25620  | Meer afbeeldingen |
| Voormalige theekoepel | Tuin, park en plantsoen   | laatste helft 18e eeuw                    |                                                                    | Utrechtse Veer 22      | 52° 9' 20" NB, 4° 30' 2" OL  | 25621  | Meer afbeeldingen |
| Statig huis met rechte kroonlijst, zadeldak eindigend in topgevels met schoorsteen. Gesneden eiken deur en omlijsting. Aan een zijde beneden verbouwd                                                                     | Woonhuis                  | ca. 1725                                  |                                                                    | Utrechtse Veer 27      | 52° 9' 21" NB, 4° 30' 4" OL  | 25622  | Meer afbeeldingen |
| Pand met gevel met rechte kroonlijst | Woonhuis                  | 18e eeuw                                  |                                                                    | Utrechtse Veer 28      | 52° 9' 21" NB, 4° 30' 5" OL  | 25623  | Meer afbeeldingen |
| Pand met trapgevel met segmentbogen boven de vensters, gesmeed topgevelanker. Hardstenen stoep. Onderpui vernieuwd eerste helft 18e eeuw                                                                                  | Woonhuis                  | ca. 1600 (gevel)                          |                                                                    | Vliet 14               | 52° 9' 19" NB, 4° 29' 16" OL | 25632  | Meer afbeeldingen |
| Pand met eenvoudige lijstgevel | Woonhuis                  |                                           |                                                                    | Vliet 36               | 52° 9' 17" NB, 4° 29' 17" OL | 25634  | Meer afbeeldingen |
| Pand met eenvoudige lijstgevel | Woonhuis                  |                                           |                                                                    | Vliet 38               | 52° 9' 17" NB, 4° 29' 17" OL | 25635  | Meer afbeeldingen |
| Statig herenhuis, bakstenen voor- en zijgevels met omgaande rechte kroonlijst deuromlijsting in régence stijl | Woonhuis                  | laatste helft 18e eeuw                    |                                                                    | Watersteeg 4 A         | 52° 9' 23" NB, 4° 29' 41" OL | 25650  | Meer afbeeldingen |
| Pomp met hardsteen en hout, bekroning door grote zandstenen sajetklos | Straatmeubilair           | 17e eeuw (sajetklos) 18e eeuw (onderstuk) |                                                                    |                        | 52° 9' 18" NB, 4° 29' 33" OL | 25657  | Meer afbeeldingen |

## Pieterswijk
De Pieterswijk kent 352 rijksmonumenten, zie de lijst van rijksmonumenten in Pieterswijk